# Дубинський Георгій Миколайович
Георгій Миколайович Дубинський /за іншими джерелами-Дубінський/ (1900 /за іншими джерелами-1899/ — 24.10.1935) — український художник-графік, ілюстратор, карикатурист, мультиплікатор. Творчий псевдонім — Г. Дін.

## Біографія

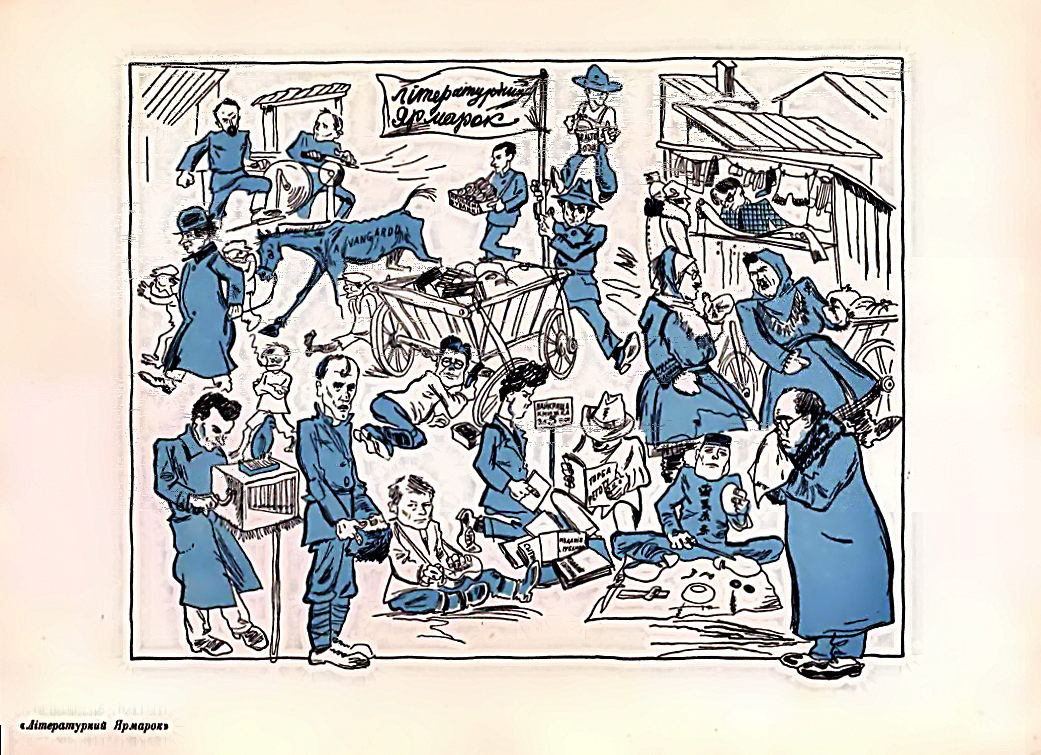
Георгій Дубинський. Дружній шарж на авторів літературного альманаху «Літературний ярмарок». 1930

Народився  у селищі Бородянка Київської губернії  в родині лісничого, згодом навчався у Єлисаветграді. З 1922 року мешкав у Києві, де здобував освіту в Київському художньому інституті, який не закінчив. З 1923 року — завідувач художнього відділу газети «Пролетарська правда», ілюстрував журнали «Глобус», «Всесвіт» та інші.  Ілюстратор видань українських письменників. Художник-мультиплікатор документального фільму з елементами анімації «Десять» (1927). Видав книгу дружніх шаржів на українських літераторів «Наш літературний Парнас» (1930).
Помер 24 жовтня 1935 року внаслідок нападу астми. Похований у Києві на Лук'янівському цвинтарі (ділянка № 12).

## Родинні зв'язки
Родич по матері — народний артист РРФСР Л. П. Савранський.